# Fatoumata Diawara
  Fatoumata Diawara    (Ouragahio, 21 de febrer de 1982) és una actriu, cantautora i guitarrista d'origen malià que viu actualment a França. Va rebre dues nominacions als 61ns Premi Grammy al millor àlbum de música universal pel seu àlbum Fenfo i a la millor gravació dance per "Ultimatum", on va aparèixer amb la banda anglesa Disclosure.

## Filmografia
- 1996: Taafe Fanga d'Adama Drabo

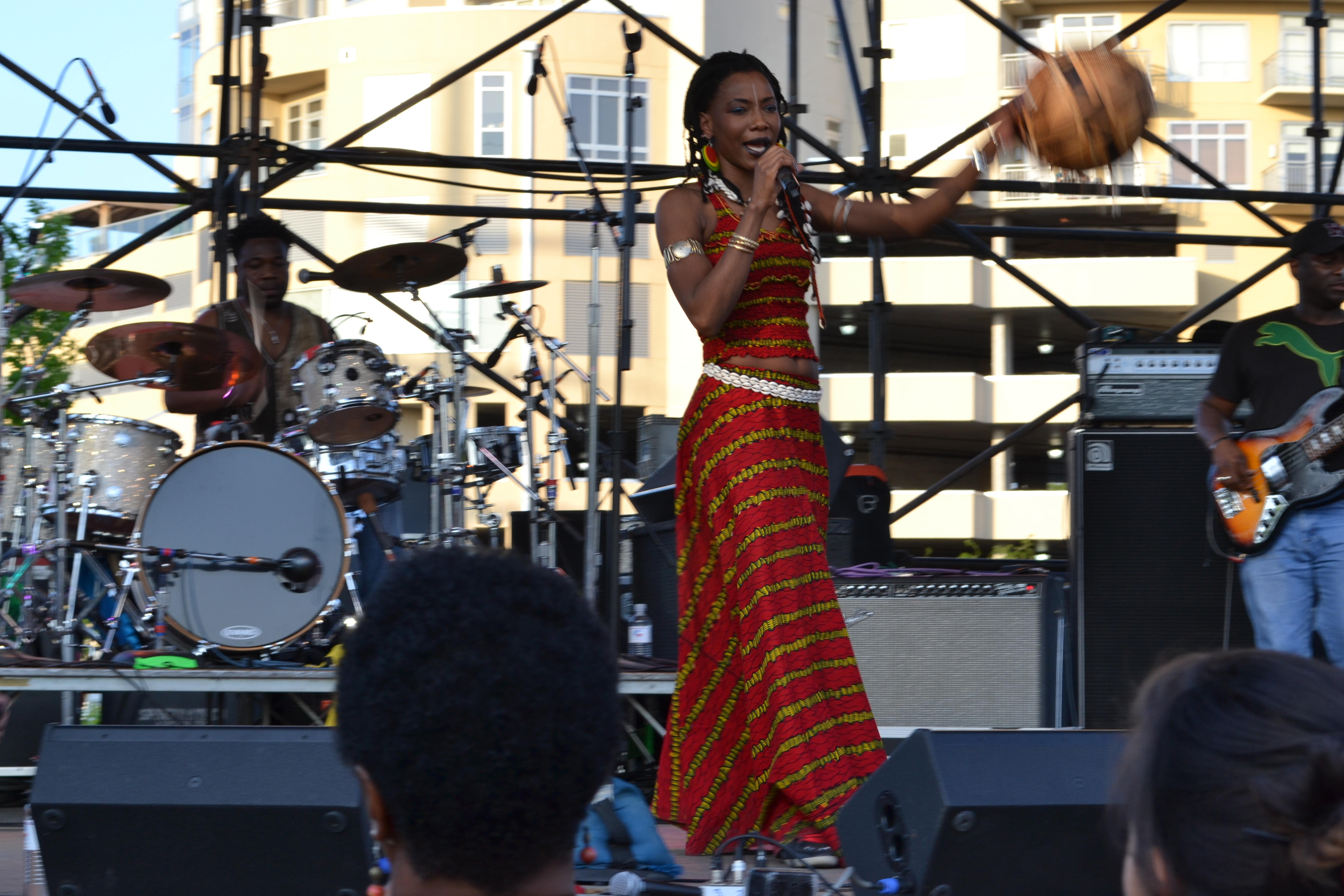
Banda de Fatoumata Diawara actuant al festival World Beat d'Austin el 2013

- 1999: La Genèse de Cheick Oumar Sissoko Dina
- 2002: Sia, le rêve du python de Dani Kouyaté: Sia
- 2008: Il va pleuvoir sur Conakry, de Cheick Fantamady Camara: Siré
- 2010: Encourage, d’Eleonora Campanella
- 2010: Ni brune ni blonde, d’Abderrahmane Sissako
- 2011: Les Contes de la Nuit, de Michel Ocelot (veu)
- 2013: The Africa Express, de Renaud Barret i Florent de La Tulle: Ella mateixa
- 2014: Timbuktu, d’Abderrahmane Sissako[3]
- 2015: Morbayassa, de Cheick Fantamady Camara: Bella
- 2016: Mali Blues, de Lutz Gregor: Ella mateixa
- 2019: Yao, de Philippe Godeau: Gloria

## Teatre
- 1998: Antígona de Sòfocles; adaptació de Jean-Louis Sagot Duvauroux, producció de Sotiguy Kouyaté
- 2002–2008: Royal de Luxe; creat per Jean-Luc Courcoult
- 2007–2008: Kirikou et Karaba: Karaba

## Àlbums
- 2011: Fatou (World Circuit/Nonesuch)
- 2015: At Home - Live in Marciac, Fatoumata Diawara i Roberto Fonseca (Jazz Village)
- 2018: Fenfo (Something To Say) (Wagram Music/Shanachie Records)